# 파레스 주마
파레스 주마 하산 주마 알사디(1988년 12월 30일 ~ , 아랍어: فارس جمعة حسن جمعة السعدي)는 아랍에미리트의 축구 선수이며 포지션은 수비수이다. 현재는 알와흐다 소속으로 뛰고 있다.